# クテナンテ属
クテナンテ属（クテナンテぞく、学名: Ctenanthe）は熱帯アメリカ原産の植物のグループである。

## 利用
葉の色や模様が特徴的な種が多いため、観葉植物として栽培されている。代表的な品種には『オッペンハイミアナ』『クメリアーナ』『ルベルシアナ』などがある。品種によって、大きさや形態、色、模様などはまちまちであるが、葉が上に立ち上がる種は大きくなりやすい。光線不足になると、葉の色と模様が薄れてくる。高湿度を好むため、葉に霧吹きなどで水を与えると効果的。乾燥に注意すれば、一年中、室内で栽培することが可能。

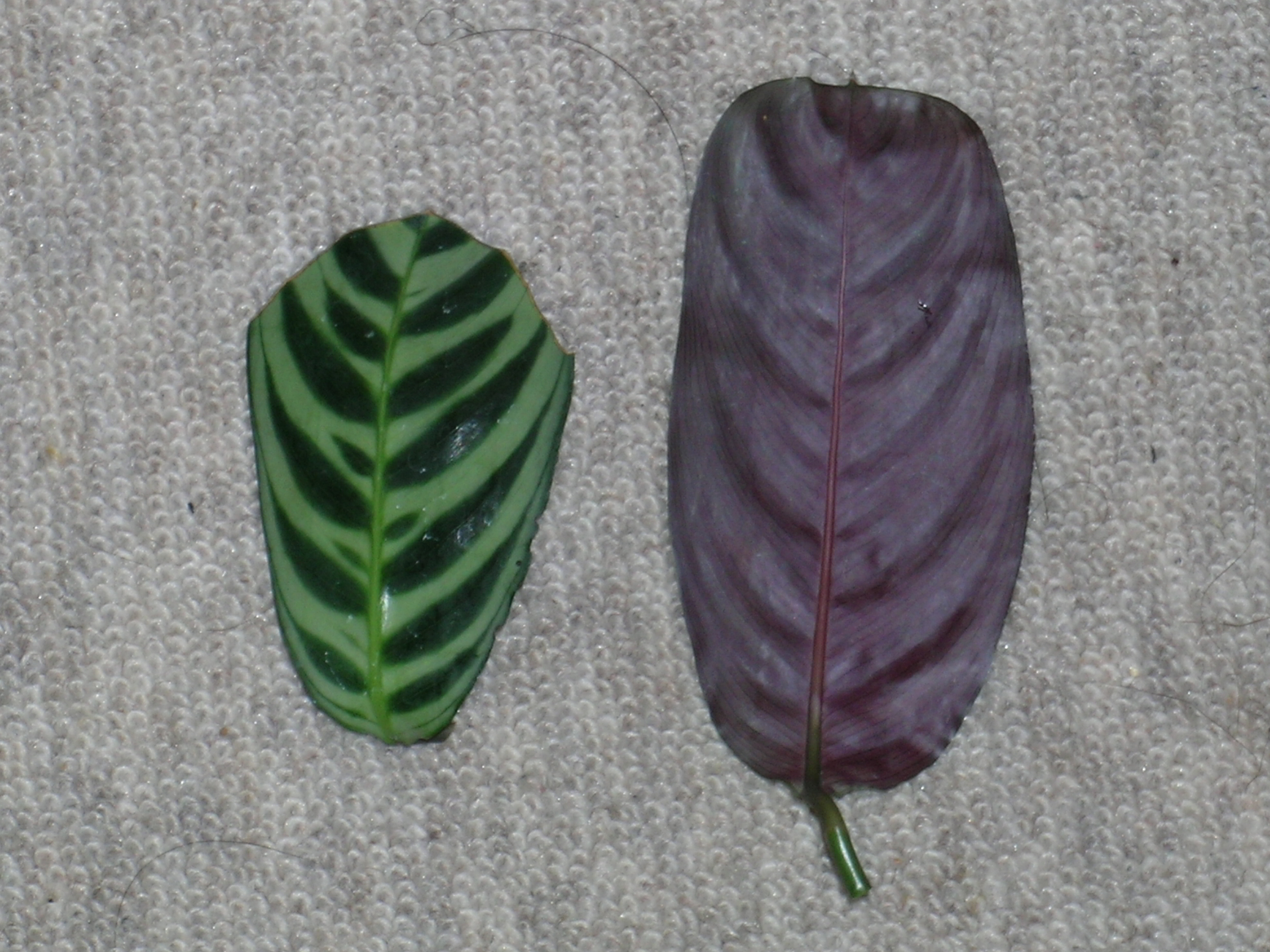
クテナンテの葉
左の模様入りの葉が表向き、右の赤紫色の葉が裏向きである。裏表で葉の外観が異なる。

## 栽培
耐陰性が強く、栽培は容易であるが、多くの観葉植物と同じく、熱帯産のため耐寒性はなく、気温10度前後を保ち越冬させる。繁殖は茎差しや株分け。

## 似ている植物
分類的に近い仲間である、クズウコン属 (Maranta) の植物はクテナンテ属と似ている。最近まで、同属として扱われていた。